# Miguel Ángel Veltri
Miguel Angel Veltri (Buenos Aires, Argentina, 18 de agosto de 1940 – 18 de diciembre de 1997), también conocido como Michelangelo Veltri,  fue un director de orquesta argentino, especializado en ópera. Al morir era director artístico del Teatro Colón.
Egresado del Colegio Nacional de Buenos Aires, donde a los 19 años ofreció un recital como tenor - su primera vocación - acompañado por Enrique Ricci. Estudió en el Conservatorio Municipal Manuel de Falla perfeccionándose con Ferrucio Calusio, Roberto Kinsky, Hector Panizza y Antonino Votto.
En 1961 fundó la compañía de ópera del Teatro Avenida y en 1964 debutó primero en el Teatro Colón con Il Trovatore de Verdi y luego en el Teatro Argentino de La Plata.
En 1965 debutó en Stuttgart y en 1970 en La Scala de Milán con Don Carlo de Verdi siguiendo actuaciones en Lisboa, Ankara, Ámsterdam, Seattle, etc.
Su debut en el Metropolitan Opera se produjo en 1971 con Rigoletto donde dirigió 155 funciones entre 1971-1994, seguido por la Wiener Staatsoper. Dirigió en el Covent Garden, Aviñón y Marsella y otras plazas líricas como el Liceo de Barcelona donde fue director artístico.
Fue director del Festival de Opera de Caracas entre 1972-77 y del Teatro Municipal de Santiago. En 1976 estaba contratado para abrir con Il Trovatore la temporada de ópera del Teatro Municipal de Caracas. Sin embargo, la función no pudo representarse, pues fue secuestrado junto a su esposa y el tenor Pedro Lavirgen, por el chófer que los llevaba al teatro y otros cómplices. Afortunadamente, todo terminó en un susto, pues los secuestradores les acabaron liberando.  
En 1989 recibió el Premio Konex de Platino como el mejor director de orquesta de la historia argentina hasta ese momento. 
Desde 1988 residía en Montecarlo, falleció de un aneurisma mientras se desempeñaba como director artístico del Colón de Buenos Aires, donde fueron velados sus restos.
En el coliseo porteño dirigió recordados "I Puritani", de Bellini, "Rigoletto", "I due foscari", "Macbeth", "Simón Boccanegra", "Otello", el "Requiem", de Verdi, "Tosca", "Turandot" y "La Boheme", de Puccini, "La Wally", de Catalani, "Werther" de Massenet además de conciertos sinfónicos.
Deja un vasto legado discográfico en ópera grabadas en vivo como por ejemplo Manon Lescaut con Magda Olivero y Richard Tucker de 1972.